# The Ritual (film, 2025)
The Ritual är en amerikansk dramaskräckfilm som hade premiär i USA den 6 juni 2025. Den är regisserad av David Midell som även har skrivit filmens manus tillsammans med Enrico Natale.

## Handling
Filmen handlar om två präster, den ena i troskris och den andra med ett turbulent förflutet. De måste övervinna sina olikheter för att genomföra en riskfylld exorcism.

## Rollista (i urval)
- Al Pacino - fader Theophilus Riesinger
- Dan Stevens - fader Joseph Steiger
- Ashley Greene - syster Rose
- Abigail Cowen
- Patrick Fabian - biskop Edwards
- Patricia Heaton
- María Camila Giraldo - syster Camila
- Meadow Williams - syster Sarah
- Enrico Natale - Dr. Fabian
- Ritchie Montgomery - Chester